# Douglas Fowley
Douglas Fowley, nato Daniel Vincent Fowley (New York, 30 maggio 1911 – Los Angeles, 21 maggio 1998), è stato un attore statunitense.

## Biografia
È noto principalmente per essere apparso nel film Cantando sotto la pioggia (1952), nel ruolo di Roscoe Dexter, il regista alle prese con le difficoltà del passaggio dal cinema muto al sonoro, il quale dirige ripetutamente una scena con Lina Lamont (Jean Hagen), andando incontro a una progressiva sequenza di incidenti tecnici sul set.

## Vita privata
Si sposò per sette volte: la sua prima moglie si chiamava Maria; nel 1938 sposò Shelby Payne da cui ebbe un figlio, il produttore Kim, divorziando nel 1943; in seguito sposò Mary Hunter da cui ebbe due figli; nel 1947 sposò Vivian Chamber ed ebbe una figlia; nel 1950 sposò Joy Thorstup ma il loro matrimonio durò poco tempo; per un anno, 1954-1955 è stato sposato con Judy Walsh; la sua ultima moglie si chiamava Jean e i due rimasero insieme fino alla morte di lui, avvenuta nel 1998, a 86 anni.

## Filmografia parziale

### Cinema
- La vita notturna degli dei (Night Life of the Gods), regia di Lowell Sherman (1935)
- Radiofollie (Sing, Baby, Sing), regia di Sidney Lanfield (1936)
- Wild and Woolly, regia di Alfred L. Werker (1937)
- Una ragazza allarmante (Love and Hisses), regia di Sidney Lanfield (1937)
- La grande strada bianca (Alexander's Ragtime Band), regia di Henry King (1938)
- Gli avventurieri (Dodge City), regia di Michael Curtiz (1939)
- L'assassino è in casa (Slightly Honorable), regia di Tay Garnett (1939)
- Charlie Chan nell'isola del tesoro (Charlie Chan at Treasure Island), regia di Norman Foster (1939)
- Giuramento di sangue (20 Mule Team), regia di Richard Thorpe (1940)
- Forzate il blocco (Stand By for Action), regia di Robert Z. Leonard (1942)
- Allegri imbroglioni (Jitterbugs), regia di Malcolm St. Clair (1943)
- Morirai a mezzanotte (Desperate), regia di Anthony Mann (1947)
- I trafficanti (The Hucksters), regia di Jack Conway (1947)
- Daniele tra i pellirosse (The Dude Goes West), regia di Kurt Neumann (1948)
- Il pugnale del bianco (Coroner Creek), regia di Ray Enright (1948)
- I lancieri del deserto (Massacre River), regia di John Rawlins (1949)
- Bastogne (Battleground), regia di William A. Wellman (1949)
- Sterminate la gang! (Armored Car Robbery), regia di Richard Fleischer (1950)
- La porta dell'inferno (Edge of Doom), regia di Mark Robson (1950)
- Il passo degli apaches (Stage to Tucson), regia di Ralph Murphy (1950)
- Il cacciatore del Missouri (Across the Wide Missouri), regia di William A. Wellman (1951)
- Tarzan sul sentiero di guerra (Tarzan's Peril), regia di Byron Haskin (1951)
- Cantando sotto la pioggia (Singing' in the Rain), regia di Gene Kelly, Stanley Donen (1952)
- Dan il terribile (Horizons West), regia di Budd Boetticher (1952)
- La meticcia di Sacramento (The Man Behind the Gun), regia di Felix E. Feist (1953)
- L'assalto al Kansas Pacific (Kansas Pacific), regia di Ray Nazarro (1953)
- Quei fantastici razzi volanti (Cat-Women of the Moon), regia di Arthur Hilton (1953)
- Furia bianca (The Naked Jungle), regia di Byron Haskin (1954)
- Pionieri della California (Southwest Passage), regia di Ray Nazarro (1954)
- La grande notte di Casanova (Casanova's Big Night), regia di Norman Z. McLeod (1954)
- Prigionieri del cielo (The High and the Mighty), regia di William A. Wellman (1954)
- Una pistola che canta (The Lone Gun), regia di Ray Nazarro (1954)
- Così parla il cuore (Deep in My Heart), regia di Stanley Donen (1954)
- La ragazza di Las Vegas (The Girl Rush), regia di Robert Pirosh (1955)
- I dominatori di Fort Ralston (Texas Lady), regia di Tim Whelan (1955)
- La stella spezzata (The Broken Star), regia di Lesley Selander (1956)
- Bandido, regia di Richard Fleischer (1956)
- La pistola non basta (Man from Del Rio), regia di Harry Horner (1956)
- Lungo il fiume rosso (Raiders of Old California), regia di Albert C. Gannaway (1957)
- Desiderio nella polvere (Desire in the Dust), regia di William F. Claxton (1960)
- Barabba (Barabbas), regia di Richard Fleischer (1961)
- L'ultimo treno da Vienna (Miracle of the White Stallions), regia di Arthur Hiller (1963)
- Le 7 facce del Dr. Lao (7 Faces of Dr. Lao), regia di George Pal (1964)
- Sfida sotto il sole (Nightmare in the Sun), regia di John Derek, Marc Lawrence (1965)
- Il grande giorno di Jim Flagg (The Good Guys and the Bad Guys), regia di Burt Kennedy (1969)
- Un duro per la legge (Walking Tall), regia di Phil Karlson (1973)
- Da mezzogiorno alle tre (From Noon Till Three), regia di Frank D. Gilroy (1976)
- Sfida a White Buffalo (The White Buffalo), regia di J. Lee Thompson (1977)

### Televisione
- Gianni e Pinotto (The Abbott and Costello Show) – serie TV, episodio 2x19 (1954)
- Damon Runyon Theater – serie TV, episodio 1x14 (1955)
- Topper – serie TV, episodio 2x38 (1955)
- Crossroads – serie TV, episodio 1x27 (1956)
- Telephone Time – serie TV, episodio 3x07 (1957)
- The Texan – serie TV, episodio 1x25 (1959)
- Pony Express – serie TV, episodio 1x17 (1959)
- Ricercato vivo o morto (Wanted: Dead or Alive) – serie TV, episodio 2x23 (1960)
- Tightrope – serie TV, episodio 1x24 (1960)
- The Travels of Jaimie McPheeters – serie TV, episodio 1x26 (1964)
- La legge del Far West (Temple Houston) – serie TV, episodio 1x18 (1964)
- Perry Mason – serie TV, episodio 7x17 (1964)
- Bonanza – serie TV, episodio 6x18 (1965)
- Il virginiano (The Virginian) – serie TV, 2 episodi (1965)
- Branded – serie TV, episodio 1x14 (1965)
- A Man Called Shenandoah – serie TV, episodio 1x27 (1966)
- Iron Horse – serie TV, episodio 2x13 (1967)
- Io e i miei tre figli (My Three Sons) – serie TV, episodio 8x25 (1968)
- Le strade di San Francisco (The Streets of San Francisco) – serie TV, episodio 1x23 (1973)
- Fantasilandia (Fantasy Island) – serie TV, episodio 2x20 (1978)

## Doppiatori italiani
- Bruno Persa in Forzate il blocco, Gli allegri imbroglioni
- Lauro Gazzolo in Bandido, Desiderio nella polvere
- Carlo D'Angelo in Non mi ucciderete
- Stefano Sibaldi in Bastogne
- Renato Turi in Dan il terribile